# باول ألكوك
باول ألكوك (بالإنجليزية: Paul Alcock)‏ هو حكم كرة قدم بريطاني، ولد في 27 أكتوبر 1953 في Redhill, Surrey ‏ في المملكة المتحدة، وتوفي في 29 يناير 2018 بسبب سرطان.